# جسم مدبب (فطريات)
الجسم المدبب أو الجسم الطرفي (بالألمانية: Spitzenkörper) هو بنية توجد في الخيوط الفطرية والتي تعتبر مركز التنظيم للنمو الخيطي الفطري والتشكل الحيوي. تتكون من عددٍ كبيرٍ من الحويصلات الصغيرة والتي تتواجد على الطرف النامي للخيط الفطري، وذلك خلال إنبات البوغ، كما تتواجد في مكان تشكل الفرع. يتصاحب موقعها على طرف الخيط الفطري مع اتجاه نمو الخيط. يُعتبر الجسم المدبب جزءً من النظام الغشائي الداخلي في الفطريات.
تتنظمُ الحويصلات حول منطقةٍ مركزية تحتوي على شبكةٍ كثيفة من الخيوط الدقيقة. تتواجد عديدات الريباسات عادةً بالقرب من الحد الخلفي لمركز الجسم المدبب، وضلك ضمن الفطريات الزقية، وتمتد الأنيبيبات الدقيقة نحو أو من خلال الجسم المدبب. توجد أجسام ورونان في الفطريات الزقية في المنطقة القمية بالقرب من الجسم المدبب.
تحتلُ الحويصلات الإفرازية عادةً الجزء القمي في السيتوبلازم. في الفطريات العُليا (الفطريات الزقية والدعاميات) تترتب الحويصلات الإفرازية في تجمعاتٍ كثيفة كروية تُسمى الجسم المدبب أو الجسم الطرفي. قد تُساعد الأجسام المدببة عند نمو الخيط الطرفي وذلك عبر المجهر الضوئي. الخيوط الطرفية للطلائعيات البيضية وبعض الفطريات الزقية الدُنيا (فطريات اقترانية) لا تحتوي على أجسامٍ نطقية منظمة، كما أنَّ الحويصلات بدلًا من ذلك تتوزع على نحوٍ حر، عادةً بترتيبٍ هلالي تحت الغشاء الخلوي القمي.